# 澳洲—丹麥關係
澳大利亚－丹麦关系，又稱丹麥－澳大利亞關係、澳丹關係，是指澳大利亚和丹麦的目前與歷史上的關係。 澳大利亚駐丹麥大使馆在哥本哈根 ，丹麦駐澳大利亞大使馆在堪培拉。

## 贸易

從1998年以後，每月价值的澳大利亚商品出口到丹麦(單位：一百万美元)

從1998年以後，每月价值的丹麦商品出口到澳大利亚(單位：一百萬美元）

2008年，澳大利亚和丹麦之間的貿易总额为美元1,19亿美元 。2009年，丹麦出口到澳大利亚达的4,8亿丹麦克朗和澳大利亚出口总额为697万丹麦克朗。 2008年，丹麦投资在澳大利亚的錢有6，6亿丹麦克朗。

## 移民
在第二次世界大战後，有8000名丹麥人移民到澳大利亞。 超过50,000澳大利亚人要求丹麦血统。